# Telluurtetrabromide
Telluurtetrabromide is een anorganische verbinding van telluur en broom, met als brutoformule TeBr4. De stof komt voor als oranje-gele kristallen. De structuur is vergelijkbaar met die van telluurtetrachloride.

## Synthese
Telluurtetrabromide kan bereid worden door het vrije element telluur te laten reageren met een overmaat dibroom:
{\displaystyle \mathrm {Te\ +\ 2\ Br_{2}\longrightarrow \ TeBr_{4}} }

## Eigenschappen
Bij verhitting ontleden de kristallen in telluurdibromide en dibroom:
{\displaystyle \mathrm {TeBr_{4}\ \longrightarrow \ TeBr_{2}\ +\ Br_{2}} }
Telluurtetrabromide is geleidend wanneer het gesmolten wordt, omdat er ionisatie optreedt:
{\displaystyle \mathrm {TeBr_{4}\ \longrightarrow \ TeBr_{3}^{+}\ +\ Br^{-}} }
Deze ionen kunnen in polaire oplosmiddelen, zoals acetonitril, gecomplexeerd worden:
{\displaystyle \mathrm {TeBr_{4}\ +\ 2\ CH_{3}CN\ \longrightarrow \ (CH_{3}CN)_{2}TeBr_{3}^{+}\ +\ Br^{-}} }
Wanneer het opgelost wordt in benzeen of tolueen ontstaan tetrameren: Te4Br16.